# Helia anguinea
Helia anguinea là một loài bướm đêm trong họ Erebidae.